# Woodstock (Maine)

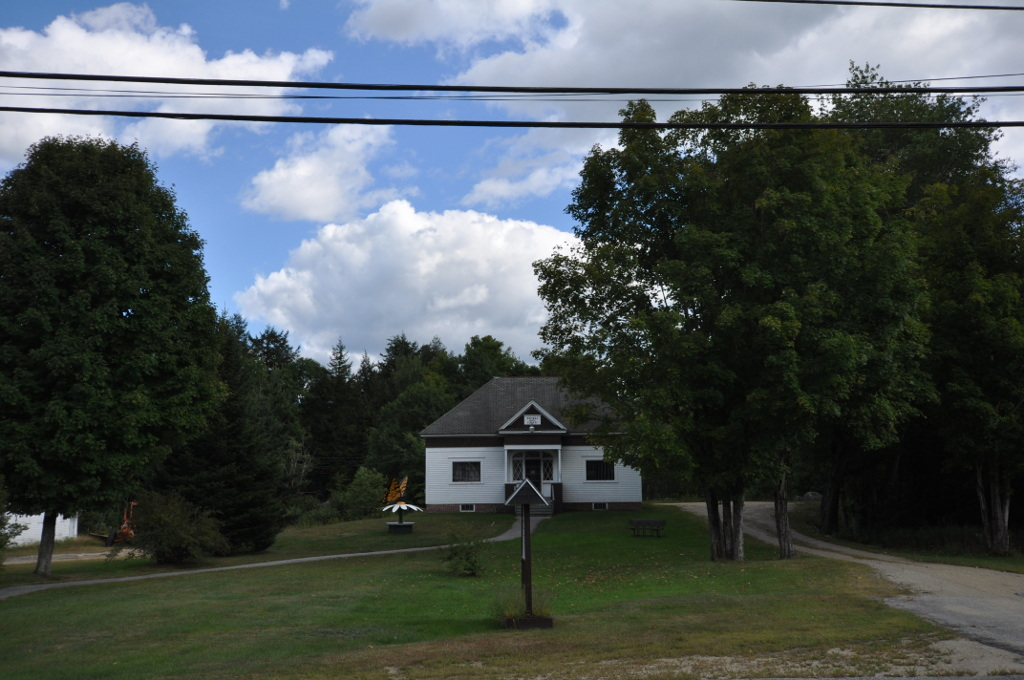
Biblioteka w Woodstock (Maine)

Woodstock – miasto w Stanach Zjednoczonych, w stanie Maine, w hrabstwie Oxford.